# Rubikiai
Rubikiai è un piccolo centro abitato del distretto di Anykščiai della contea di Utena, nel nord-est della Lituania. Secondo il censimento del 2011, la popolazione ammonta a 204 abitanti. La località è situata nei pressi del lago omonimo, ma è principalmente conosciuta perché sede di una vecchia linea ferroviaria a scartamento ridotto oggi patrimonio architettonico dello stato.